# 片山宏行
片山 宏行（かたやま ひろゆき、1955年5月11日 - ）は、日本の国文学者。青山学院大学名誉教授。菊池寛研究の第一人者。

## 略歴
北海道生まれ。青山学院大学文学部卒業。1982年、同大学院博士課程中退。神戸山手女子短大で講師、1989年助教授。1991年、青山学院大学文学部助教授。2000年同教授。2024年同名誉教授。明治、大正、昭和の近代日本文学を専攻し、特に菊池寛を研究。2004年に高松市で菊池寛の短編小説などのゲラ刷りが発見された際や、2007年倉敷市で芥川龍之介の直筆原稿が発見された際にも、調査を担当している。また2017年、菊池寛の幻の原稿「妖妻記」（菊池寛記念館所蔵）の鑑定・作品の意義について明らかにした。

## 著書
- 『菊池寛の航跡―初期文学精神の展開』和泉書院、1997年。
- 『菊池寛のうしろ影』未知谷、2000年。
- 『菊池寛随想』未知谷、2017年。

### 共著編・監修
- 『真珠夫人 注解・考説』菊池寛研究会編 監修 翰林書房 2003
- 『コレクション・モダン都市文化 第7巻 円タク・地下鉄』編　ゆまに書房 2005
- 『異郷の日本語』青山学院大学文学部日本文学科編 金石範,崔真碩,佐藤泉,李静和共著 社会評論社 2009
- 『菊池寛現代通俗小説事典』山口政幸、若松伸哉、掛野剛史共編　八木書店、2016
- 『翻訳新論』小松靖彦、田中祐輔編、文学通信、2025
- 『倉敷市蔵　薄田泣菫宛書簡集　作家篇』八木書店、2014
- 『倉敷市蔵　薄田泣菫宛書簡集　詩歌人篇』八木書店、2015
- 『倉敷市蔵　薄田泣菫宛書簡集　文化人篇』八木書店、2016

## 受賞歴
- 1998年　青山学院学術褒賞

## 所属学会
- 日本近代文学会
- 昭和文学会

## 論文
- <片山宏行